# Sant Pere de Llessui
Sant Pere de Llessui era l'església parroquial romànica del poble de Llessui, en el terme municipal de Sort, a la comarca del Pallars Sobirà. Pertanyia a l'antic municipi de Lessui. Tenia el caràcter d'església parroquial, i en depenien la sufragània de Sant Julià de la Torre, que actualment fa les funcions d'església de Llessui, i la capella de Sant Salvador de Llessui. És una obra inclosa a l'Inventari del Patrimoni Arquitectònic de Catalunya.

## Descripció
Les seves restes estan situades a l'extrem nord de Llessui, en el mateix camí d'entrada al poble des de la Torre i la carretera de Sort. Només queden dempreus el campanar i els peus de la nau. La resta (interior de les naus, absis i cripta) està adequada per a la visita, però només queden drets alguns fragments de les naus perimetrals i de l'absis.

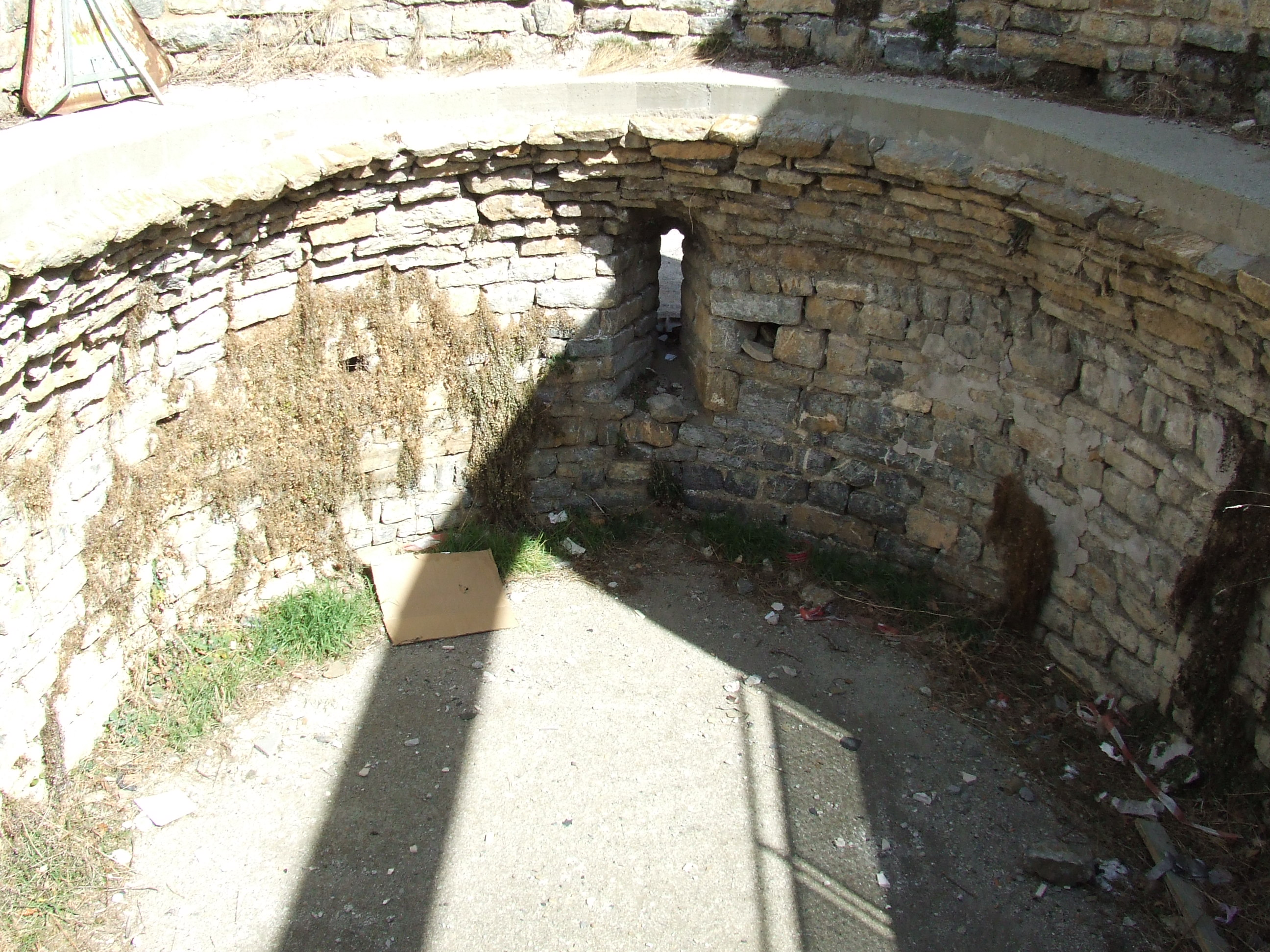
La cripta de l'església

Església d'una nau flanquejada per capelles, estava coberta amb volta d'aresta i rematada, a llevant, per un gran absis semicircular externament dividit en tres sectors per dues bandes llombardes, sense decoració d'arcuacions.
Als sectors laterals s'obre respectivament una finestra atrompetada cegada a l'interior per l'altar barroc. Al sector central de l'absis hi ha una finestra visible, de característiques molt similars, però situada a un nivell inferior arran de terra, donat el fort desnivell del terreny, que actualment es troba tapiada, L'altura de la nau és força superior a la de l'absis. Una ampla coberta de llicorella a dues aigües cobreix la nau, les capelles laterals i altres dependències annexes a costat i costat de la primera.
Al costat sud, i com ja s'ha sit pel fort desnivell del terreny, per sota l'església existeix una arcada de mig punt per la que passa un petit carreró.
A ponent, als peus de la nau, s'aixeca una imponent torre campanar que consta de quatre pisos il·luminats per grans finestres de mig punt i un teulat fet amb llicorella.
A la part baixa de la torre i sota una gran arcada ogival es troba l'atri al que s'obre la porta d'accés a l'interior de la nau.